# Посольство Индонезии в Венгрии
Посольство Индонезии в Будапеште (индон. Kedutaan Besar Republik Indonesia di Budapest; венг. Indonéz Köztársaság Nagykövetsége Budapesten) — дипломатическое представительство Индонезии в Венгрии. Первым послом Индонезии в Венгрии был Сарино Мангунпраното (1962—1966). Нынешний посол, Абдурахман Худионо Димас Вахаб, был назначен президентом Джоко Видодо 7 января 2019 года.

## История
Дипломатические отношения между Индонезией и Венгрией были установлены 26 июня 1955 года. Бурхануддин Мохаммад Диах, посол Индонезии в Чехословакии, был назначен послом-нерезидентом в Венгрии 13 ноября 1959 года. 30 марта 1960 года открылось посольство Индонезии в Будапеште с поверенным в делах Р. Иманом Сурьякусумой, который исполнял обязанности главы миссии до прибытия Сарино Мангунпраното 10 августа 1962 года в качестве первого посла Индонезии в Венгрии.
Посольство в Будапеште также аккредитовано в Боснии и Герцеговине, Хорватии и Северной Македонии. Двусторонние отношения между Индонезией и Боснией и Герцеговиной были установлены 20 мая 1992 года. Впоследствии, в Нью-Йорке 11 апреля 1994 года, совместное коммюнике было подписано послом Индонезии в ООН Нугрохо Виснумурти и вице-президентом Боснии и Герцеговины Эюпом Ганичем. 8 февраля 1995 года посол Индонезии в Венгрии и посол-нерезидент в Боснии и Герцеговине Соеламан Принггодигдо вручил свои верительные грамоты президенту Боснии и Герцеговины Алие Изетбеговичу.
Дипломатические отношения между Индонезией и Хорватией были установлены 2 сентября 1992 года подписанием коммюнике в Джакарте, Индонезия. 11 октября 1994 года посол Принггодигдо также вручил верительные грамоты президенту Хорватии Франьо Туджману. Что касается Северной Македонии, то 13 марта 2007 года посол Индонезии в Венгрии и посол-нерезидент в Северной Македонии Мангаси Сихомбинг вручил верительные грамоты президенту Северной Македонии Бранко Црвенковски.
В 2010 году, после открытия посольств Индонезии в Сараево, Босния и Герцеговина, и Загребе, Хорватия, посольство в Будапеште больше не было аккредитовано в этих двух странах. В 2015 году правительство Индонезии передало аккредитацию Северной Македонии посольству Индонезии в Софии, Болгария.